# Óscar Ricardo Rojas
Óscar Ricardo Rojas García (ur. 5 lutego 1988 w mieście Meksyk) – meksykański piłkarz występujący na pozycji prawego obrońcy, obecnie zawodnik Toluki.

## Kariera klubowa
Rojas pochodzi ze stołecznego miasta Meksyk i w wieku dwunastu lat zaczął uczęszczać na treningi do akademii juniorskiej tamtejszego zespołu Pumas UNAM. Początkowo występował w drugoligowych rezerwach klubu – Pumas Morelos – na pozycji napastnika, jednak później stopniowo był przesuwany bliżej defensywy. Do pierwszej drużyny został włączony jako dziewiętnastolatek przez szkoleniowca Ricardo Ferrettiego i pierwszy mecz rozegrał w niej w styczniu 2008 z San Luis (0:2) w rozgrywkach InterLigi. W wiosennym sezonie Clausura 2009 zdobył z Pumas mistrzostwo Meksyku, jednak był wyłącznie graczem rezerw i nie wystąpił w żadnym ligowym spotkaniu. W meksykańskiej Primera División zadebiutował dopiero 25 lipca 2009 w przegranym 0:1 spotkaniu z Atlasem, zaś premierowego gola w najwyższej klasie rozgrywkowej strzelił 18 kwietnia 2010 w wygranej 2:0 konfrontacji z Morelią. W sezonie Clausura 2011 osiągnął z Pumas kolejny tytuł mistrzowski, ciągle pozostając głębokim rezerwowym drużyny.
Latem 2011 Rojas został wypożyczony do niżej notowanego zespołu Atlante FC z siedzibą w Cancún. Jego barwy reprezentował ogółem przez dwa lata (po pierwszym, udanym roku jego wypożyczenie zostało przedłużone), początkowo jako podstawowy obrońca, jednak później został relegowany do roli rezerwowego. W wiosennym sezonie Clausura 2013 dotarł z Atlante do finału krajowego pucharu – Copa MX, zaś bezpośrednio po tym udał się na wypożyczenie do ekipy Deportivo Toluca. Tam od raz wywalczył sobie pewne miejsce w formacji defensywnej i w 2014 roku dotarł z Tolucą do finału najbardziej prestiżowych rozgrywek północnoamerykańskiego kontynentu – Ligi Mistrzów CONCACAF, a po upływie półtora roku został wykupiony przez zarząd klubu na stałe.
| Sezon     | Klub             | Kraj   | Rozgrywki  | Mecze | Bramki |
| --------- | ---------------- | ------ | ---------- | ----- | ------ |
| 2007/2008 | Pumas Morelos    | Meksyk | Ascenso MX | 23    | 2      |
| 2008/2009 | Pumas Morelos    | Meksyk | Ascenso MX | 34    | 10     |
| 2009/2010 | Pumas UNAM       | Meksyk | Liga MX    | 12    | 1      |
| 2010/2011 | Pumas UNAM       | Meksyk | Liga MX    | 19    | 0      |
| 2011/2012 | Atlante FC       | Meksyk | Liga MX    | 29    | 1      |
| 2012/2013 | Atlante FC       | Meksyk | Liga MX    | 19    | 0      |
| 2013/2014 | Deportivo Toluca | Meksyk | Liga MX    | 25    | 2      |
| 2014/2015 | Deportivo Toluca | Meksyk | Liga MX    | 31    | 0      |
| 2015/2016 | Deportivo Toluca | Meksyk | Liga MX    | 24    | 2      |
| 2016/2017 | Deportivo Toluca | Meksyk | Liga MX    |       |        |